# 澤林斯基模型

威爾伯·澤林斯基於1971年提出澤林斯基人口遷徙模型理論。於1979年及1983年再就其學說補充和澄清（新）觀點。

澤林斯基人口遷徙模型（英語：Zelinsky Model of Migration Transition），是一個由美國賓夕法尼亞州立大學已故地理學系教授威爾伯·澤林斯基於1971年提出的人口地理學學說。他主張人口遷移類型（mobility transition）視乎一個國家的發達程度如何或者其社會類型而定。兩者在人口轉型的轉變階段有著連繫。澤林斯基假定一個國家通常有三波主要流動，包括郊區間、郊區至城市以及城際移動。郊區間的遷徙牽涉人口聚居在邊境區域。郊區至城市與城際移動分別指城市化和在完備城市系統中變成主導性的遷徙模式。模型以1850年作起點來描繪兩個世界人口重新分配的重大改變時期。一個為十九世紀末從工業化、城市化開展以來，人口集中分佈變成集中於一些地方時期。另一個為二十世紀七十年代前後，工業國家的人口主要集中點逐漸移到國家以內其他的遙遠地帶時期。

## 模型階段
第一階段（前現代傳統社會）：這個階段發生於十七世紀城市化過程開始之前；期間，幾乎沒有人口遷徙。自然遷徙率大約為零。生育率則很高。但是，出於食物和庇護所需要，遊牧生活的流動程度非常高。人口遷徙受土地使用、社交訪問、商業、戰爭、遵守宗教習俗等因素所限。
第二階段（早期轉型社會）：人口由郊區大量移動至新舊城市生活。此階段被視作社群正體驗現代化的進程。而自然增長率急速上升。從國際層面而言，雖然總人口保持上升之勢，移民外地率在移民政策自由放任但國際移民受管制下仍然十分高。人們前往更發達國家以避免被過度徵稅與及只獲得有限個人發展機會。到達發達國家家居以後的死亡率隨之而降低。根據澤林斯基於其著作〈The Hypothesis of the Mobility Transition〉所言，第二階段首先見於十八世紀的英國，不久漫延到歐洲西北部。當時，農業生產系統變更、土地擁有權等問題促成人群前往城市尋找經濟機遇。截至二十世紀中葉，人群遷往及離開城市的舉動已遍佈蘇聯中部、烏克蘭、伊比利半島、意大利與巴爾幹半島。
第三階段（晚期轉型社會）：人口流動轉型的情況急劇增加。其中城市之間的遷徙超越了由鄉郊地區搬到城市活動的狀況。同時後者在增長率相對地放緩下繼續發展。在城市網絡中，城際或者單一大都會區域內會出現更多複雜的遷移與流通運動。此外，非經濟性的遷出/入行動亦會浮現。及後，因為更多人選擇外來移民多於移民出境而令轉型趨勢從遷離轉變成遷入。換言之，他們想搬進而非搬離新市區。與此同時，總人口的自然增長率下降，源於少了一些人生育；死亡率同告減退。澤林斯基描述了第三階段的展開期正處於殖民主義盛行之時。如被英國、法國殖民化的地帶（香港、南美洲、紐西蘭、墨西哥等）可找到大量外來移民的跡象。外來移民的路線趨向多變，使流通潮流更見複雜。
第四階段（高級社會）：一方面，從郊區到城市的人口運動持續；另一方面，情況卻進一步、必然及相對地減少。而且可以看見遷徙者於城際和個別城市合併中活躍地移動，尤其在那些經精心規劃過的主次要都會裡。除此之外，城市至近郊的遷移舉動大量地增加。自然增長率則輕微到適度上升。但也會完全沒有上升趨勢。流動持續能見於旅遊業和商業發展。澤林斯基解釋第四階段過程中的殖民風氣慢慢衰退。歐洲西北部及日本面對來自較不先進國家的非技術勞工適度輸入的境況。而英國、荷蘭、比利時、法國、意大利北部、瑞士、瑞典、丹麥和西德的移民潮漸趨穩定。移民人士本身遷自芬蘭、希臘、前南斯拉夫南方、保加利亞、西班牙南部、土耳其、阿爾及利亞、英屬印度、法屬印度等等。身份上遍及社會名流、精英分子、高技術兼教育程度高的專業人士與出身於落後地點的特權階級。
第五階段（未來超級高級社會）：幾乎所有遷居活動可能以跨城際的種類發生。加上，沒有貌似可信的生育行為預測呈現。人們將更小心地控制生育。穩定的死亡率模式輕度低於現時水平。移民者不時出於非經濟需要而來往多處。如非發現新延緩衰老或臨床層面未能醫治的疾病的治療方法，死亡率比較上不太有大變化。正如日本、匈牙利與及瑞典現時處於的境況。

## 學者批評
威爾伯·澤林斯基提出的澤林斯基遷徙模型中對人口不流動性的假設不全面。如單以遷徙次數而非距離來說明有關過程，便不能清楚闡釋遷徙背後的動機為何。人口可因工業化的影響而遷居。一些死亡率高的地方都需要他們遷入來維持人口數目穩定。另外一個批評與循環式移民有關。澤林斯基解釋五個階段的演進時沒有把焦點放在郊區及城市之間的循環式移民（移民者獲允許在一個特定的時間內在某個國家工作。其後返回自己的國家生活）實況。事實上，第三世界地區正正經歷這一回事。
他樂觀地描述每個流動階段以不可逆轉兼前進方式進行，反映他以為所有國家皆會出現以上人口流動的轉變。第三世界國家的現實狀況卻未必如於一般現代化理論所解說的理想，即這些國家度過現代化歷程期間像發達國家一樣發展美好。反之，他們其中一部分由於建基於依附理論中邊陲資本主義的現象，便對發達國家有所依賴。故此不可展望他們全體必定能實踐現代化。
簡單而言，郊區及城市之間的循環式移民是人口轉型的重要特色。這是澤林斯基遷徙模型所忽略的一點，以致理論解說流於正面演繹人口遷徙如何變化。還有，循環式移民影響了人口流動率增加/減少與否。模型理論甚少探討個別遷徙顯示了怎樣的行為機制。又認為現代化進程只不斷向前，人們緊隨作出遷移決定。不過澤林斯基指出了人口轉型次序跟政治與經濟變化存在一定關連。直至1979年，他承認其模型的不足之處，帶出開發中國家的人口轉型特色與眾不同。只要她們一直處於低開發狀態，人群流動只會是其中一個特色。

## 外部連結
- The Hypothesis of the Mobility Transition，Wilbur Zelinsky，Geographical Review Vol. 61, No. 2 (Apr., 1971) （页面存档备份，存于）